# La Catrina

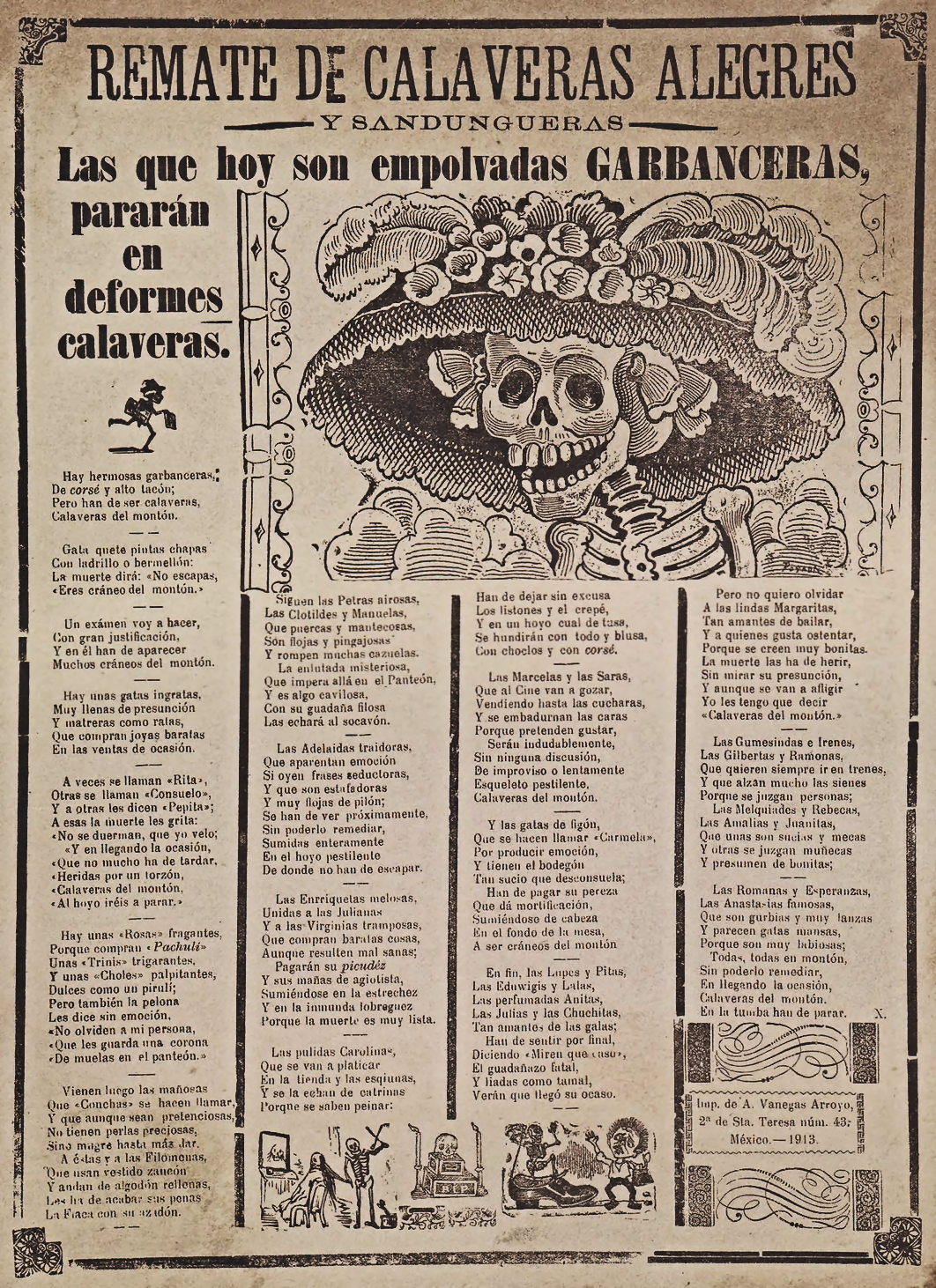
« La Calavera Garbancera ». Gravure au burin sur zinc de José Guadalupe Posada.

La Catrina est un personnage populaire de la culture mexicaine ; il s'agit d'un squelette féminin vêtu de riches habits et portant généralement un chapeau, elle est inspirée de la Calavera garbancera dont on ne voit, sur l'illustration originale,  que le buste.
La première apparition d'une « calavera » féminine attribuée à José Guadalupe Posada date du 4 novembre 1889 où elle apparait souriante, le crâne couvert de rubans regardant le lecteur de face,  sur la page de couverture de la revue La Patria ilustrada (N° 44 an VII).
On attribue en général son origine au personnage créé vers 1912 par le caricaturiste mexicain José Guadalupe Posada. Toutefois, Posada a été influencé par les travaux de Manuel Manilla, avec lequel il a travaillé dans l'atelier de Antonio Vanegas Arroyo (es). Ce personnage de squelette est inspiré de traditions européennes (notamment de l'art macabre médiéval) et peut-être préhispaniques (le tzompantli aztèque), mais aussi d'autres mises en scène de squelettes),.
Au cours du XXe siècle, ce personnage a été décliné sous de nombreuses variantes, en particulier depuis sa reprise par le peintre Diego Rivera, et est devenu une figure emblématique de la fête des morts mexicaine et de la culture mexicaine en général.

## Historique

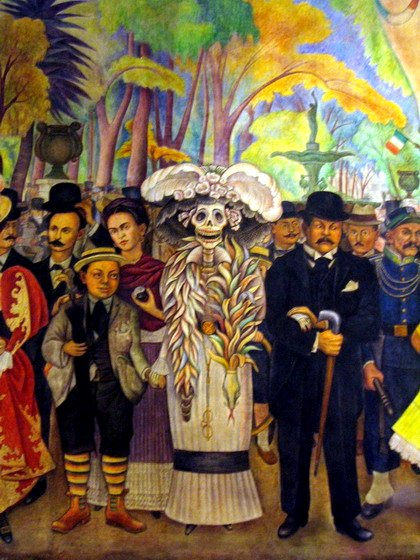
Sueño de una Tarde Dominical en la Alameda Central. Détail du centre d'une peinture murale de Diego Rivera où figure la « Calavera de la Catrina » en boa et chapeau à plumes, à côté de José Guadalupe Posada.

Parmi les précurseurs des représentations humoristiques de figures contemporaines sous la forme de squelettes, souvent accompagnées d'un poème (une calavera literaria), on trouve le caricaturiste Manuel Manilla (1830-1890), avec lequel José Guadalupe Posada a travaillé dans l’atelier d'Antonio Vanegas Arroyo,.
Les spécialistes s'accordent à estimer que la création du dessin de José Guadalupe Posada, représentant un squelette féminin en buste et portant « un chapeau de dame française, orné de plumes d'autruche », remonte à 1912, mais on n'a retrouvé aucun document antérieur à 1913 (voir illustration en tête d'article) qui permette de le prouver,.
Le titre de cette gravure est sujet à controverse : selon plusieurs sources, Posada l'aurait intitulée « La Calavera Garbancera », ; selon d'autres, il n'existerait aucun autre titre originel, c'était un poème spécifique à la fête des morts dit « calavera literaria » que cette gravure illustrait, dans une feuille de 1913 ; le titre de « Calavera Catrina » apparaît quant à lui avec certitude dans l'édition posthume des œuvres de Posada publiée en 1930.
Le processus de mythification nationaliste du personnage commence dès les années 1920. En 1921, Gerardo Murillo, dit le Dr. Atl, fit reproduire des gravures de Posada et Manilla pour une exposition d'art populaire. 
En 1925, Jean Charlot publia un article sur Posada intitulé « Un précurseur de l'art moderne : le graveur Posada », considéré par Pierre Ragon comme le texte fondamental du mythe de Posada et de la Catrina. La gravure de Posada fut reproduite en masse et devint un élément symbolique de l'art populaire officiel et de l'unification culturelle du pays, dans le contexte du muralisme mexicain voulue par les gouvernements nationalistes issus de la révolution mexicaine, qui a forgé à cette époque d'autres stéréotypes mexicains comme le charro ou la china poblana (celle-ci bien antérieure).
Le peintre mexicain Diego Rivera a repris le personnage au centre de sa peinture murale Sueño de una Tarde Dominical en la Alameda Central, terminée en 1948. Elle y apparaît en pied et entièrement vêtue, contrairement au personnage de José Guadalupe Posada, qui n'apparaît qu'en buste avec un chapeau. Reproduit et réinterprété depuis les années 1950 sous de nombreuses formes, ce personnage désormais célèbre sous le nom de « La Catrina » donné par Diego Rivera, est devenu un des symboles de la fête des morts mexicaine.
Outre son usage commercial en tant qu'imagerie pour le jour des morts, elle a aussi été réinterprétée sous de nombreuses formes, dont des sculptures et figurines vendues comme souvenir.
Plusieurs évènements ont été organisés au Mexique en 2012 pour fêter le centenaire de la création de la Calavera Garbancera, devenue « Catrina ».

## Origine du terme
Le mot « catrina » est la variante féminine du mot espagnol « catrín » qui désigne généralement en Amérique centrale et au Mexique une personne élégante, habillée avec goût. Dans l'usage, il désigne un homme oisif à l'élégance excessive et qui aime le montrer, mais qui au sens propre décrivait, à l'origine, un homme élégant issu de la bourgeoisie,.
Le mot « calavera » qui lui est souvent apposé, désigne un crâne humain, une tête de mort.
Ce personnage, représentation d’un squelette de femme portant un chapeau très élégant, provenant d’Europe et caractéristique de la bourgeoisie porfirienne, a une fonction de memento mori, destiné à rappeler que les différences de statut social n'ont aucune importance face à la mort. En effet, la critique de Posada était explicitement dirigée contre les « garbanceras », des femmes d'origine indigène qui mangeaient (ou vendaient, selon les sources) des pois chiches (« garbanzos » en espagnol), ou une préparation à base de pois chiches (la garbanza), qui méprisaient leur classe sociale et copiaient la mode et les usages européens, en portant de grands chapeaux décorés de tous les ornements possibles, en délaissant et en méprisant leurs origines et les coutumes locales pour se donner l’air d'avoir accédé à un niveau social supérieur à leur condition, selon les critères des castes définies par la société coloniale de la Nouvelle-Espagne.

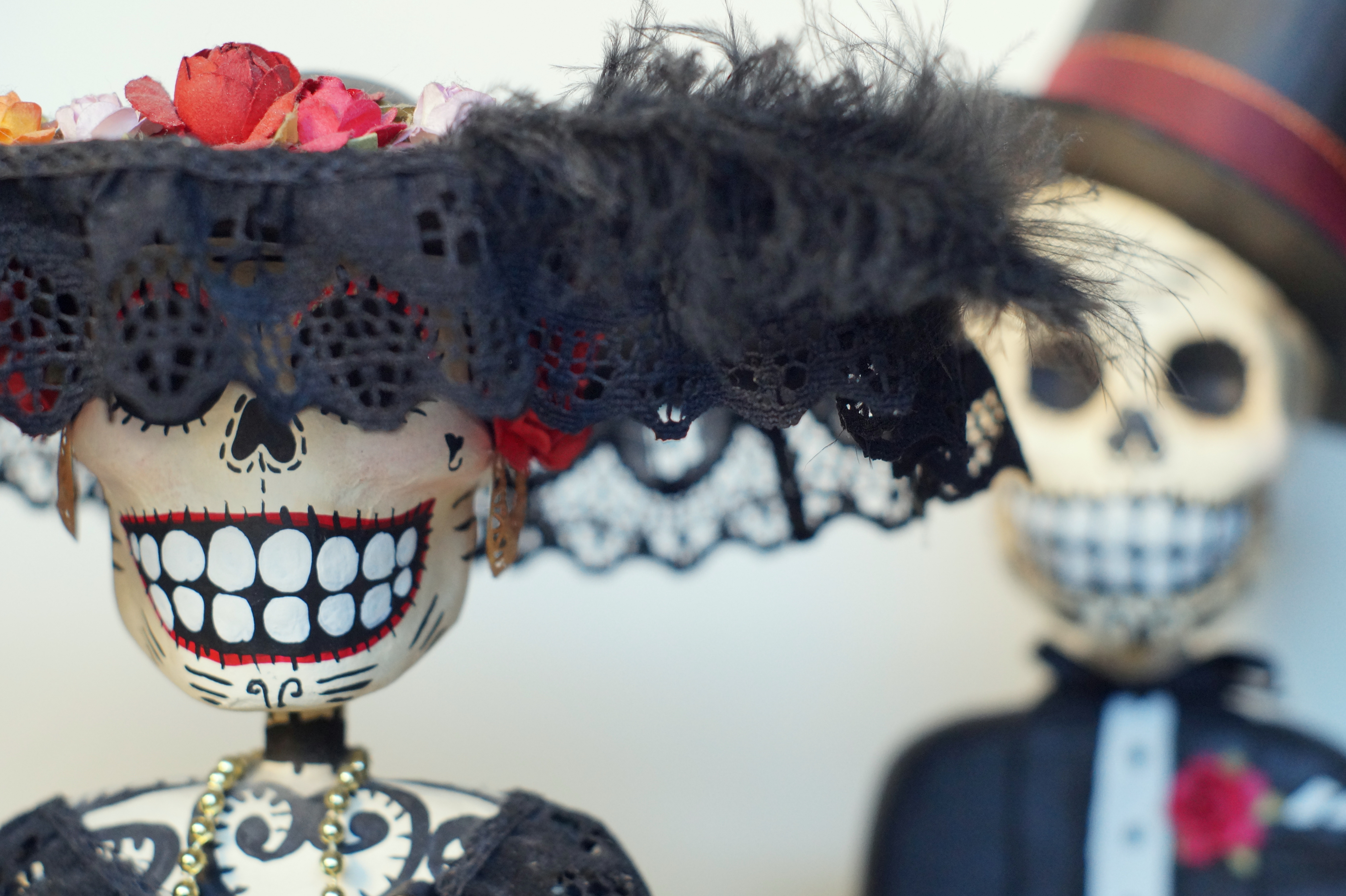
Statuettes contemporaines de cartonería (papier mâché), représentant une Catrina et, en arrière-plan, sa version masculine, communément surnommée « Catrín », au musée d'art populaire de Mexico.
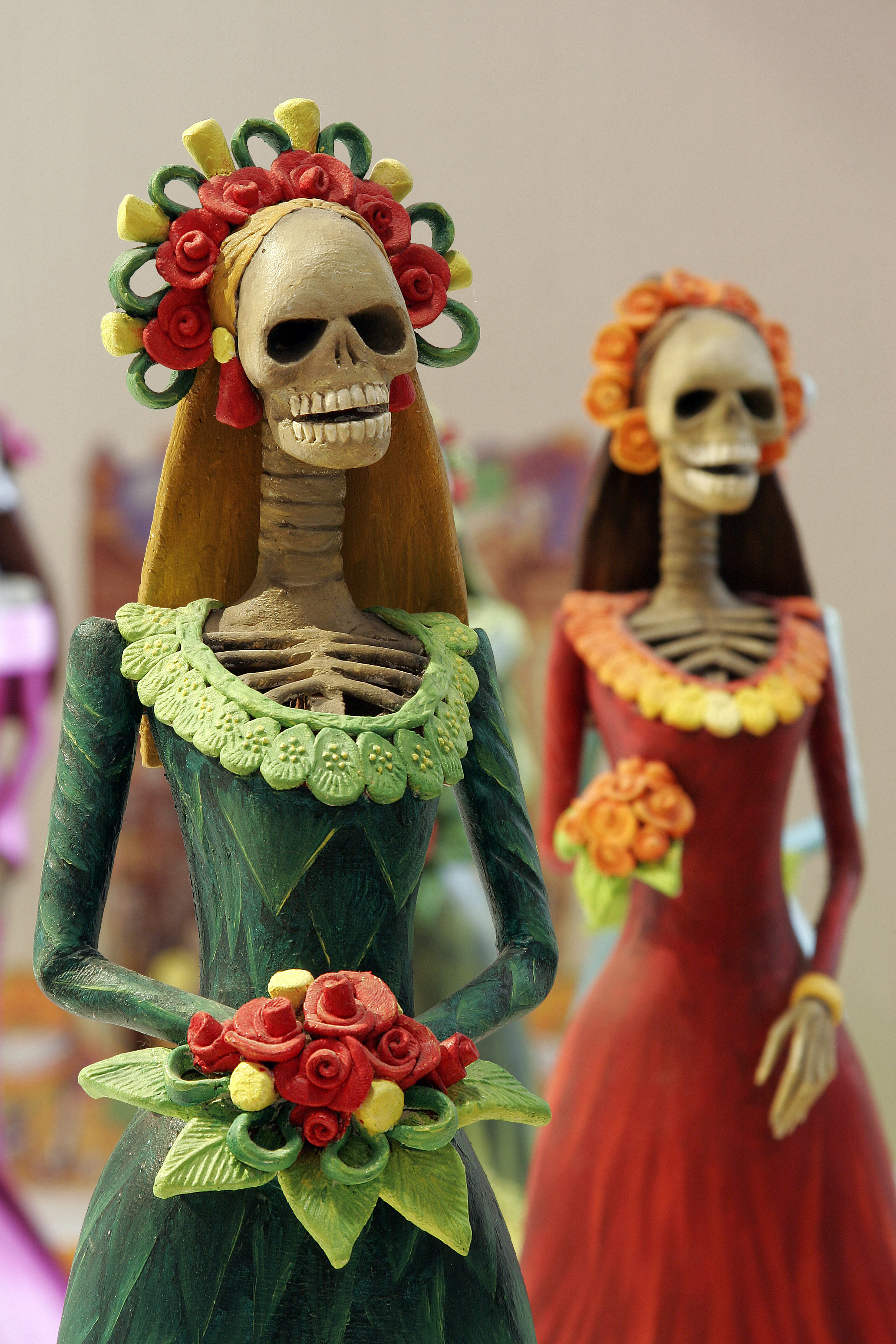
Statuettes contemporaines, au musée de la ville mexicaine de León.
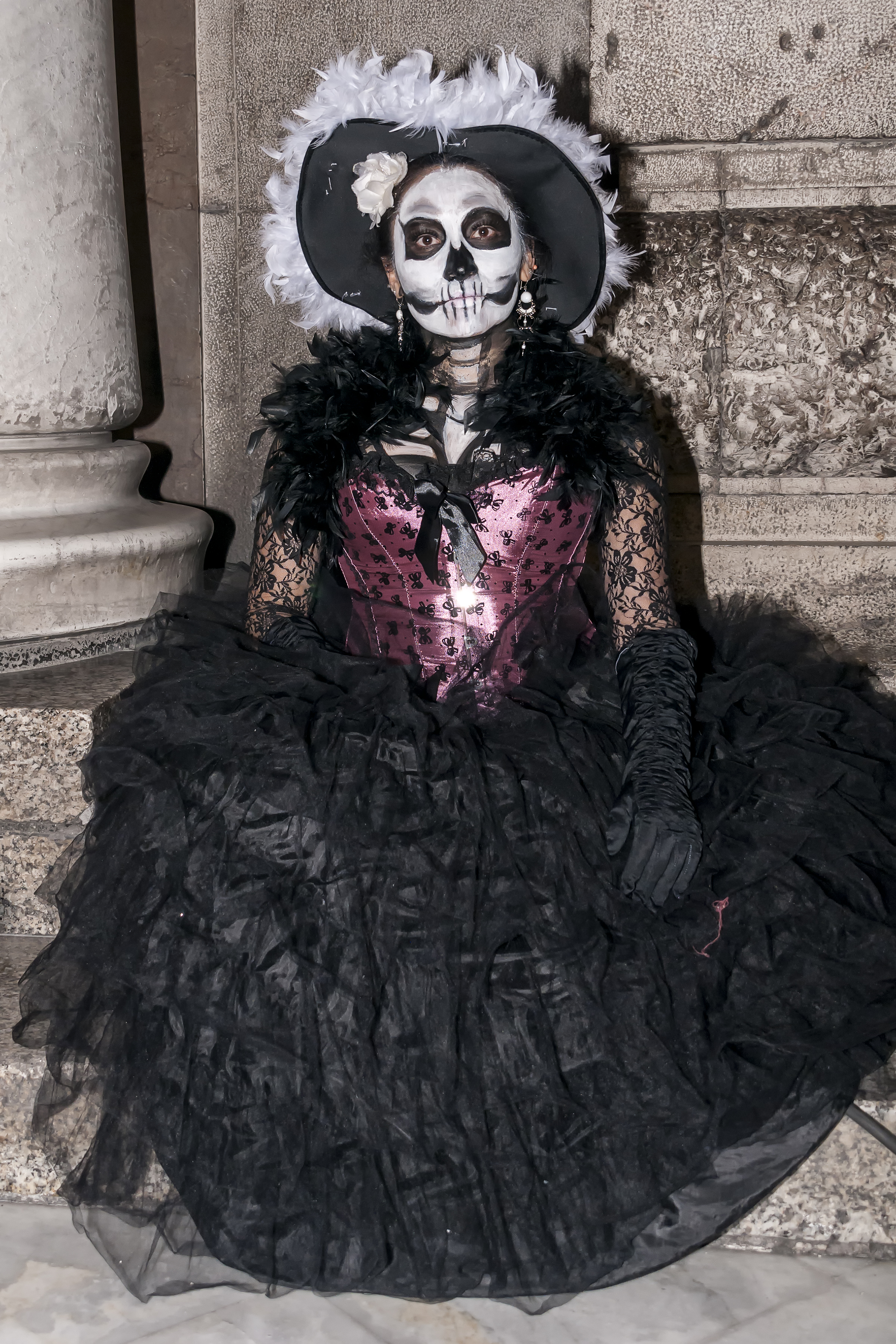
Femme costumée en Catrina pour le Jour des morts en 2014.
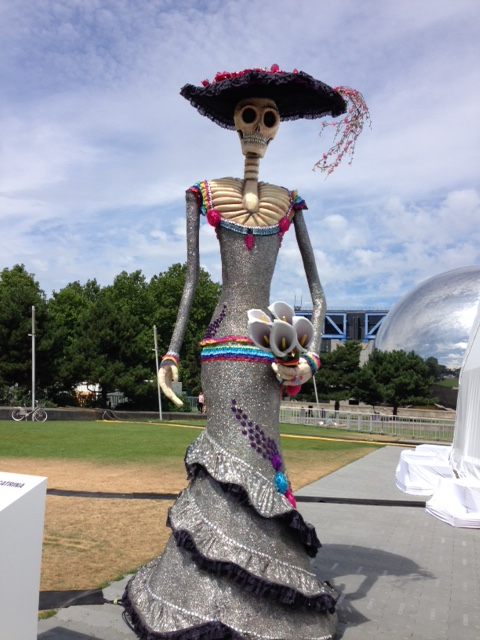
Une Catrina, exposée temporairement dans le parc de la Villette à Paris en 2015.
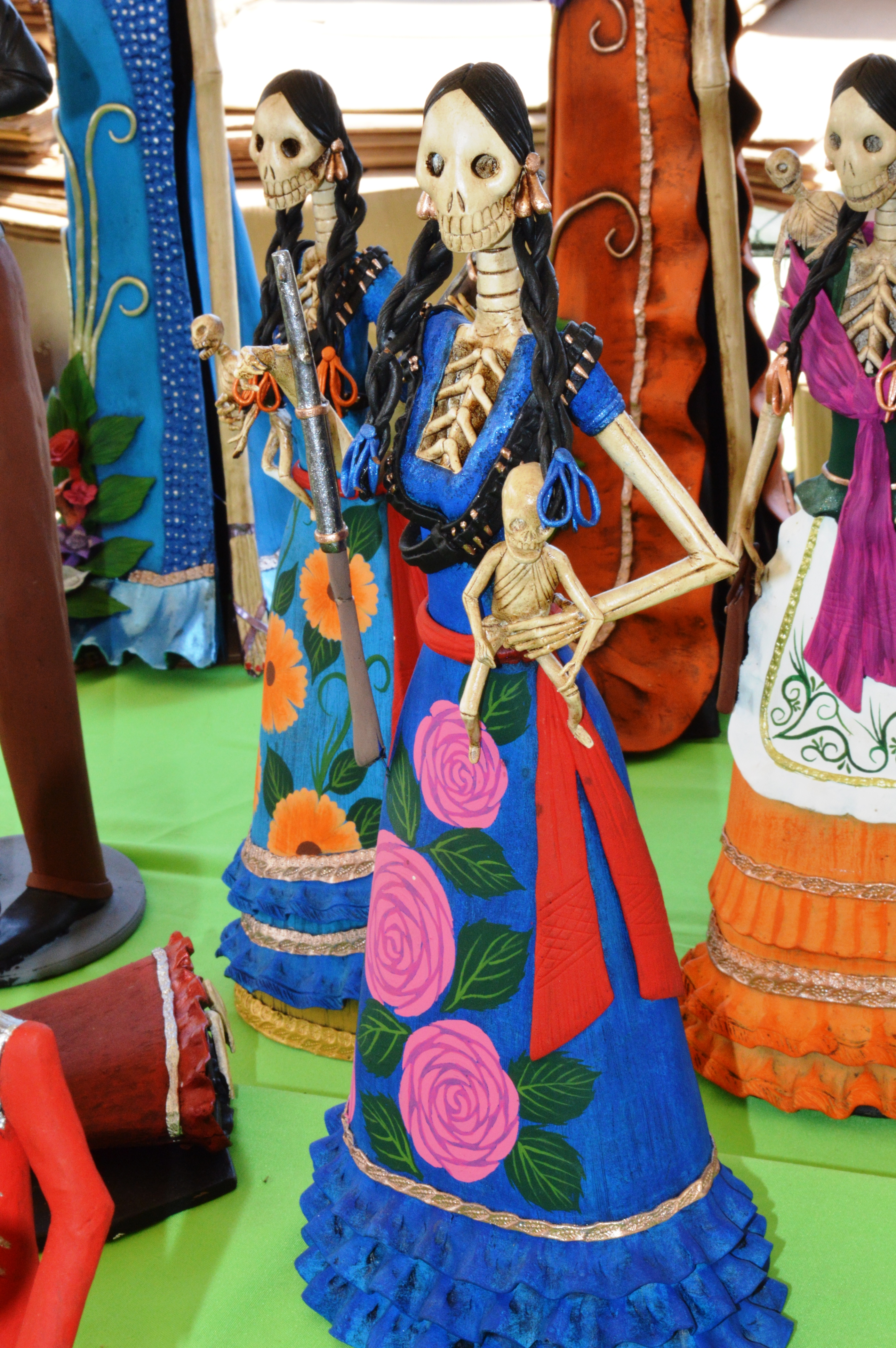
Catrina par l'artisan Emilio Barocio Yacobo en 2015.
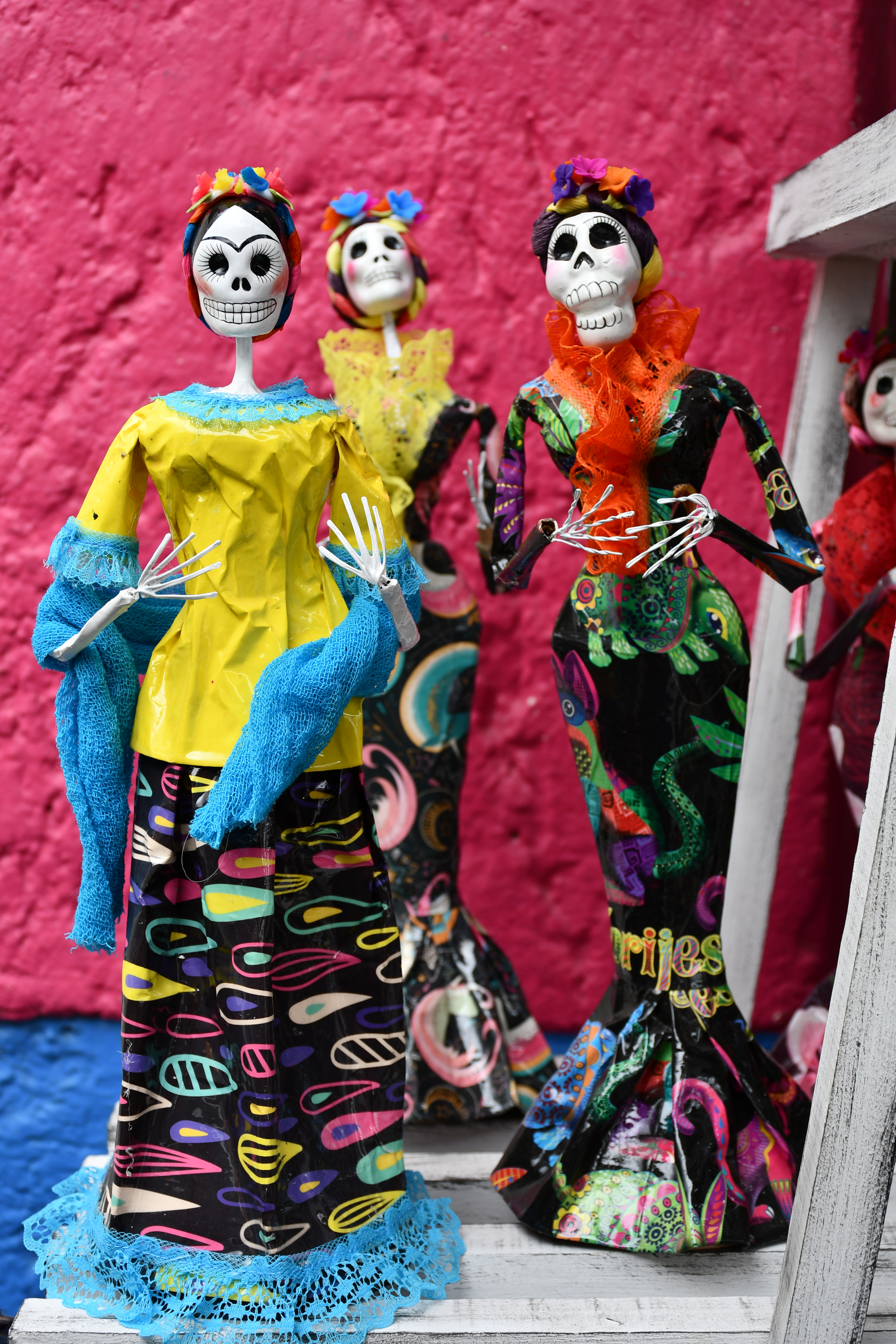
Catrinas au tianguis de Tonalá (Jalisco), à l'occasion de la fête des morts en 2018.
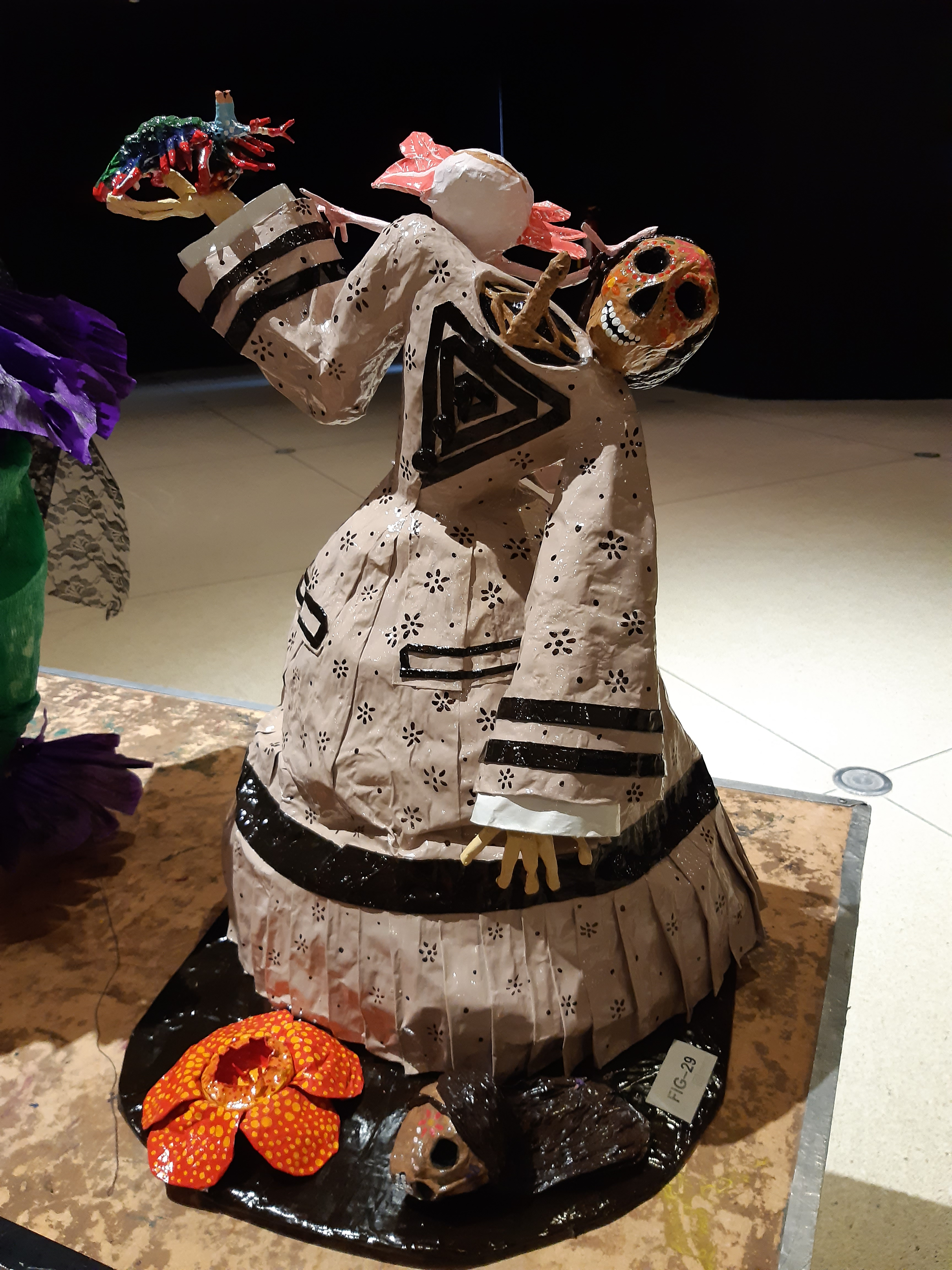
Carmen y los superhéroes de la Naturaleza,  exposée au Musée Interactif Labyrinthe des Sciences et des Arts de San Luis Potosí (San Luis Potosí) à l'occasion d'une exposition temporaire en octobre-novembre 2019 mêlant le Fête des Morts et les organismes avec des capacités extraordinaires.